# Donna Douglas
Pour les articles homonymes, voir Douglas.
Doris Smith, dite Donna Douglas, est une actrice américaine née le 26 septembre 1932 à Pride, Louisiane (États-Unis) et décédée le 1er janvier 2015.
Elle est particulièrement connue pour son rôle d'Elly May Clampett dans The Beverly Hillbillies.

## Biographie

### Jeunesse
Doris Smith grandit dans la ferme de ses grands-parents, près de Bâton-Rouge en Louisiane,. Elle participe à des concours de beauté durant son adolescence et remporte les titres de Miss New Orleans et Miss Baton Rouge. Smith s'établit à New York pour y poursuivre une carrière de mannequin et d'actrice. Elle apparaît dans des spots de publicité et dans des émissions de variétés.

### Cinéma
Douglas commence sa carrière d'actrice au début des années 1960. En 1959, le producteur Hal B. Wallis lui permet de décrocher ses premiers rôles au cinéma dans En lettres de feu (Career) et Li'l Abner (en). Dans Un pyjama pour deux (Lover Come Back) de Delbert Mann, elle interprète la secrétaire de Peter Ramsey, le personnage joué par Tony Randall. En 1966, elle partage l'affiche avec Elvis Presley dans le film musical Une rousse qui porte bonheur.

### Télévision
Douglas joue également dans des séries télévisées, dont La Quatrième Dimension (The Twilight Zone), avant de décrocher le rôle d'Elly May Clampett dans The Beverly Hillbillies, la série qui la rendra célèbre, diffusée par le réseau CBS entre 1962 et 1971,. Au début des années 1960, la série est la plus populaire du paysage télévisuel américain et elle est depuis régulièrement rediffusée,. En 1981, Douglas reprend le rôle d'Elly May dans un téléfilm intitulé The Return of the Beverly Hillbillies.

### Autres activités

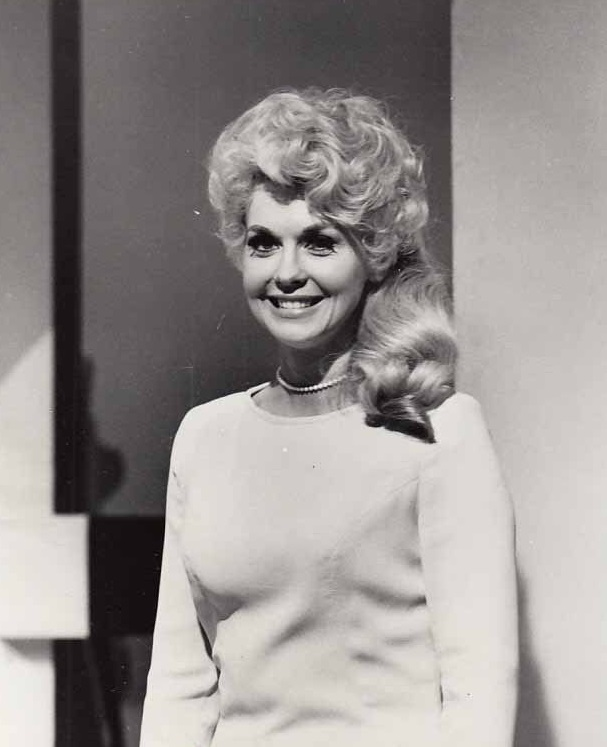
Douglas en 1967

À partir des années 1980, Douglas enregistre plusieurs albums de gospel. Elle publie également des livres pour enfants. Le dernier, intitulé Miss Donna's Mulberry Acres Farm, paraît en 2011. L'actrice prend la parole, notamment dans des églises, et apparaît dans les conventions dédiées à la série The Beverly Hillbillies.
Douglas engage des poursuites contre Mattel lorsque le fabricant de jouets commercialise une série de poupées représentant des personnages de séries télévisées, dont Elly May Clampett. En 2011, un accord est trouvé entre les parties,.

## Discographie

### Albums
- 1982 : Donna Douglas Sings Gospel
- 1983 : Here Come the Critters
- 1986 : Donna Douglas Sings Gospel II
- 1989 : Back on the Mountain

## Filmographie
- 1959 : En lettres de feu (Career) : Marjorie Burke
- 1959 : Li'l Abner (en) : Bit part
- 1961 : Un pyjama pour deux (Lover Come Back) de Delbert Mann : Deborah, Peter's Secretary
- 1966 : Une rousse qui porte bonheur (Frankie and Johnny) : Frankie

## Télévision
- 1962-1971 : The Beverly Hillbillies : Elly May Clampett
- 1981 : The Return of the Beverly Hillbillies : Elly May Clampett
- 1999 : Une nounou d'enfer (saison 6 - épisode 14 : Le Rêve californien): elle-même